# Лема Гронуолла — Беллмана
Лема Гронуолла—Беллмана — лема про інтегральні (диференціальні) нерівності. Використовується для встановлення різноманітних оцінок в теорії звичайних диференціальних рівнянь та стохастичних диференціальних рівнянь. Зокрема, вона використовується при доведені єдиності розв'язку  задачі Коші для звичайного диференціального рівняння.

## Формулювання
В інтегральній формі.
Нехай 
- {\displaystyle \quad u(t)\geqslant 0,\ }
- {\displaystyle \quad f(t)\geqslant 0,\ }
- {\displaystyle \quad u(t),f(t)\in C[t_{0},\infty ),\quad }

причому при {\displaystyle \quad t\geqslant t_{0}\quad } виконується нерівність:
{\displaystyle u(t)\leqslant c+\int _{t_{0}}^{t}\,f(\tau )\,u(\tau )\,d\tau ,\qquad (1)}
де {\displaystyle \quad c} — деяка додатна константа. Тоді для довільного {\displaystyle \quad t\geqslant t_{0}\quad } виконується оцінка
{\displaystyle u(t)\leqslant \,c\,\exp \,\int _{t_{0}}^{t}\,f(\tau )\,d\tau .\qquad (2)}
В диференціальні формі.
Нехай
- {\displaystyle \quad u(t)\in C^{1}(t_{0},\infty ),f(t)\in C[t_{0},\infty ),\quad }

причому при {\displaystyle \quad t\geqslant t_{0}\quad } виконується нерівність:
{\displaystyle u^{\prime }(t)\leqslant f(t)u(t),\qquad (1')}
Тоді для довільного {\displaystyle \quad t\geqslant t_{0}\quad } виконується оцінка
{\displaystyle u(t)\leqslant \,u(t_{0})\,\exp \,\int _{t_{0}}^{t}\,f(\tau )\,d\tau .\qquad (2')}
Зауваження. В цьому випадку немає жодних припущень на знак функцій {\displaystyle u(t),\,f(t)}, але вимагається диференційовність функції {\displaystyle u(t)}.

## Доведення
Із нерівності (1) отримуємо
{\displaystyle {\frac {u(t)}{c\ +\ \int _{t_{0}}^{t}\,f(\tau )\,u(\tau )\,d\tau }}\,\leqslant 1,}
та
{\displaystyle {\frac {f(t)u(t)}{c\,+\,\int _{t_{0}}^{t}\,f(\tau )\,u(\tau )\,d\tau }}\,\leqslant \,f(t),\qquad (3)}
Оскільки 
{\displaystyle {\frac {d}{dt}}{\bigg [}c\,+\,\int _{t_{0}}^{t}f(\tau )\,u(\tau )\,d\tau {\bigg ]}=f(t)u(t),}
то, інтегруючи нерівність (3) в межах від {\displaystyle \quad t_{0}}  до {\displaystyle \quad t}, матимемо
{\displaystyle \ln {\bigg [}c\,+\,\int _{t_{0}}^{t}\,f(\tau )\,u(\tau )\,d\tau {\bigg ]}\,-\,\ln c\,\leqslant \,\int _{t_{0}}^{t}\,f(\tau )\,d\tau .}
Звідси, використовуючи нерівність (1), отримуємо
{\displaystyle u(t)\,\leqslant \,c\,+\,\int _{t_{0}}^{t}\,f(\tau )\,u(\tau )\,d\tau \,\leqslant \,c\,\exp \int _{t_{0}}^{t}\,f(\tau )\,d\tau ,}
що й треба було довести.